# Рибальська сільська рада (Охтирський район)
Риба́льська сільська́ ра́да — колишній орган місцевого самоврядування в Охтирському районі Сумської області. Адміністративний центр — село Рибальське.

## Загальні відомості
- Населення ради: 1 031 особа (станом на 2001 рік)

## Населені пункти
Сільській раді підпорядковані населені пункти:
- с. Рибальське
- с. Бандури
- с. Бідани
- с. Жолоби
- с. Івахи
- с. Пластюки
- с. Шаповалівка

## Склад ради
Рада складається з 14 депутатів та голови.
- Голова ради: Савков Ігор Миколайович
- Секретар ради: Пацюк Надія Іванівна

### Керівний склад попередніх скликань
| Прізвище, ім'я, по батькові | Основні відомості                                                                       | Дата обрання | Дата звільнення |
| --------------------------- | --------------------------------------------------------------------------------------- | ------------ | --------------- |
| Савков Ігор Миколайович     | Сільський голова, 1963 року народження, освіта вища, член Соціалістичної партії України | 26.03.2006   | 31.10.2010      |
| Савков Ігор Миколайович     | Сільський голова, 1963 року народження, освіта вища, безпартійний                       | 31.10.2010   |                 |

Примітка: таблиця складена за даними сайту Верховної Ради України